# Soft Dogs
Soft Dogs är ett musikalbum av D-A-D som kom ut den 20 februari 2002. Detta var gruppens åttonde studioalbumet.

## Låtlista
1. Soft Dogs
2. What's The Matter
3. The Truth About You
4. Golden Way
5. -So What
6. Between You & Me
7. Out There
8. It Changes Everything
9. Un Frappe Sur La Tête
10. Blue All Over
11. Hey Little Airplane
12. Human Kind